# Hydroptila armathai
Hydroptila armathai is een schietmot uit de familie Hydroptilidae. De soort komt voor in het Palearctisch gebied.